# アーサー・ヒューズ

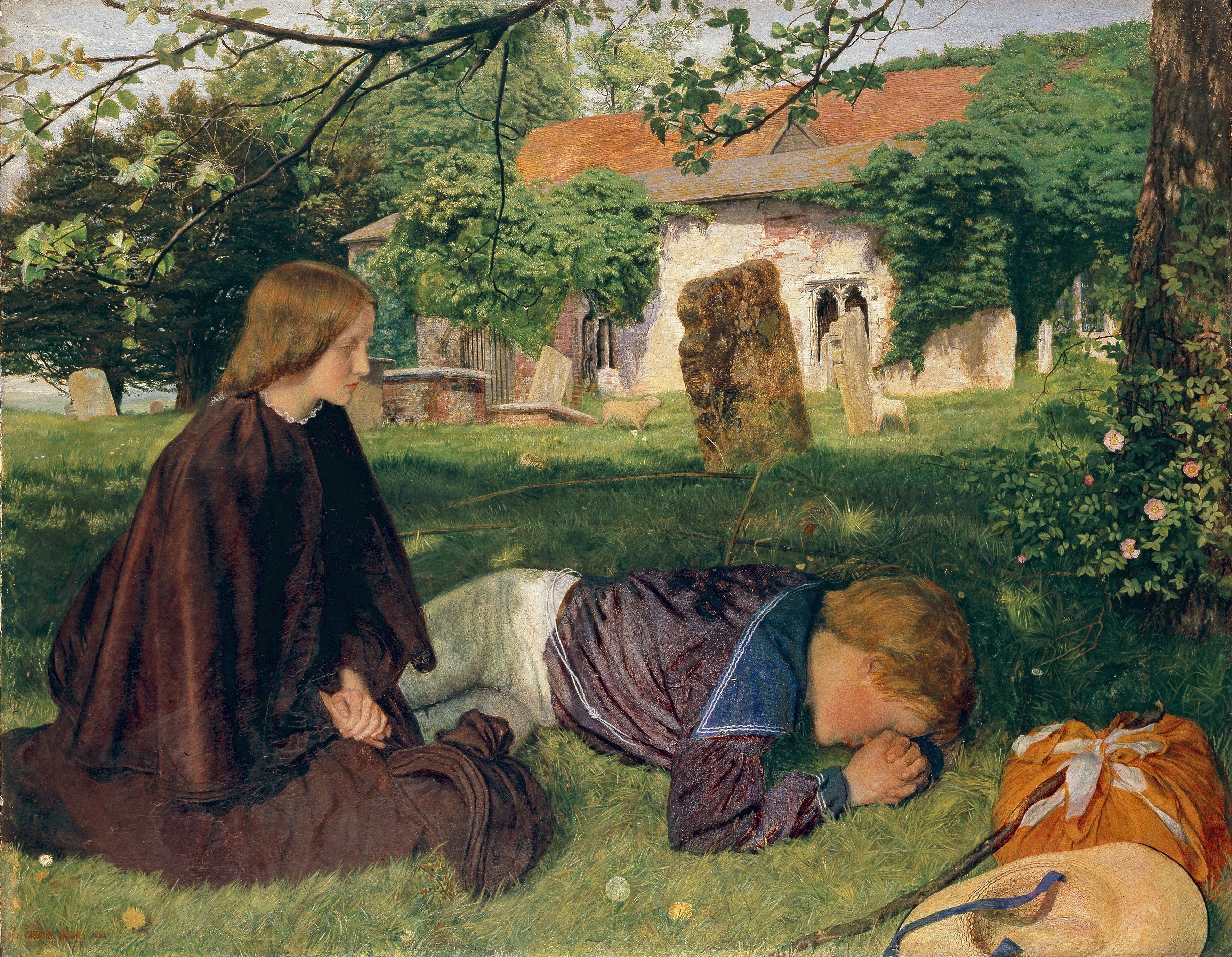
『海からの帰還』 (1862)

アーサー・ヒューズ（Arthur Hughes, 1832年1月27日 - 1915年12月22日）は、イギリスの画家・イラストレーター。その作風はラファエル前派を連想させるが、ラファエル前派のメンバーではない。

## 生涯
ヒューズはロンドンで生まれた。最もよく知られる彼の作品は『四月の恋』や『長い婚約期間』といった作品で、両方とも問題を抱えた恋人達が、愛や美といったものの儚さを見つめる様を描いている。これらの作品はジョン・エヴァレット・ミレーが恋人達を描いた初期の作品を模倣しているが、しかし自然の再生力に比べ、若々しさを保つ面での人間の無力さを悲哀を持って描く点がより強調されている。
ミレーのように、ヒューズはオフィーリアや、ジョン・キーツの詩 The Eve of St. Agnes の挿絵も描いている。
ヒューズは作家のジョージ・マクドナルドと交流があり、マクドナルドの作品の挿絵も手がけている。また、ノーマン・マクロードの雑誌Good Wordsのための挿絵も多く手がけた。
ヒューズはロンドンのキュー・グリーンで死去。生涯で700ほどの絵画と、750ほどの挿絵を描いた。

## 主な作品
- オフィーリア Ophelie (1851-53) - 68.5×124 cm、マンチェスター市立美術館
- 『四月の恋』 April Love (1855-56) - 89×49.5 cm、テート・ギャラリー、ロンドン
- 長い婚約期間 The Long Engagement  (1859) - 107×53 cm、バーミンガム美術館、バーミンガム
- 海からの帰還 Home from Sea (1862) - 50 x 65 cm、アシュモリアン美術館、オックスフォード
- オフィーリア Ophelie (1863-64) -94.5 × 59.5 cm、トレド美術館、オハイオ州トレド

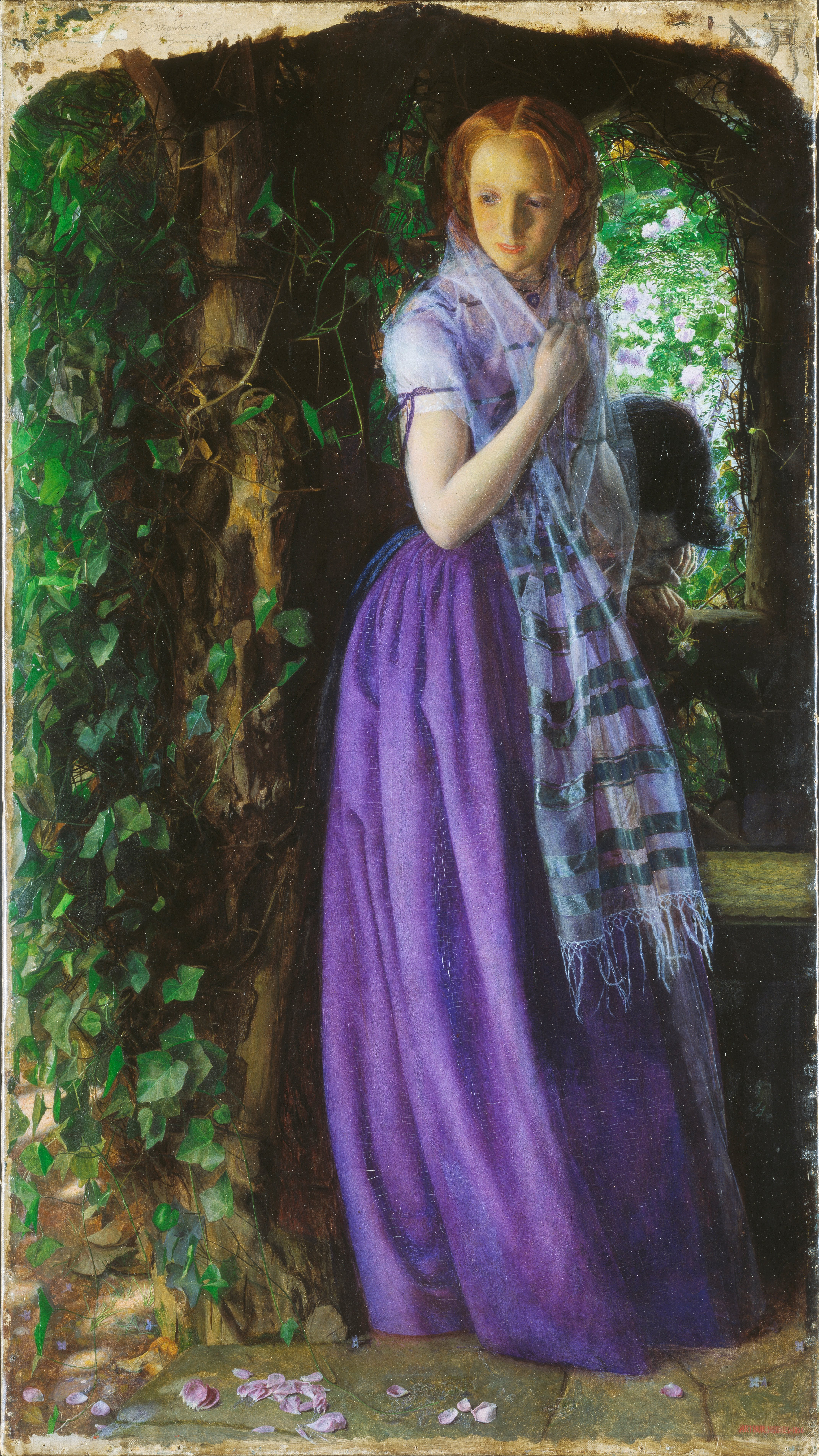
『四月の恋』
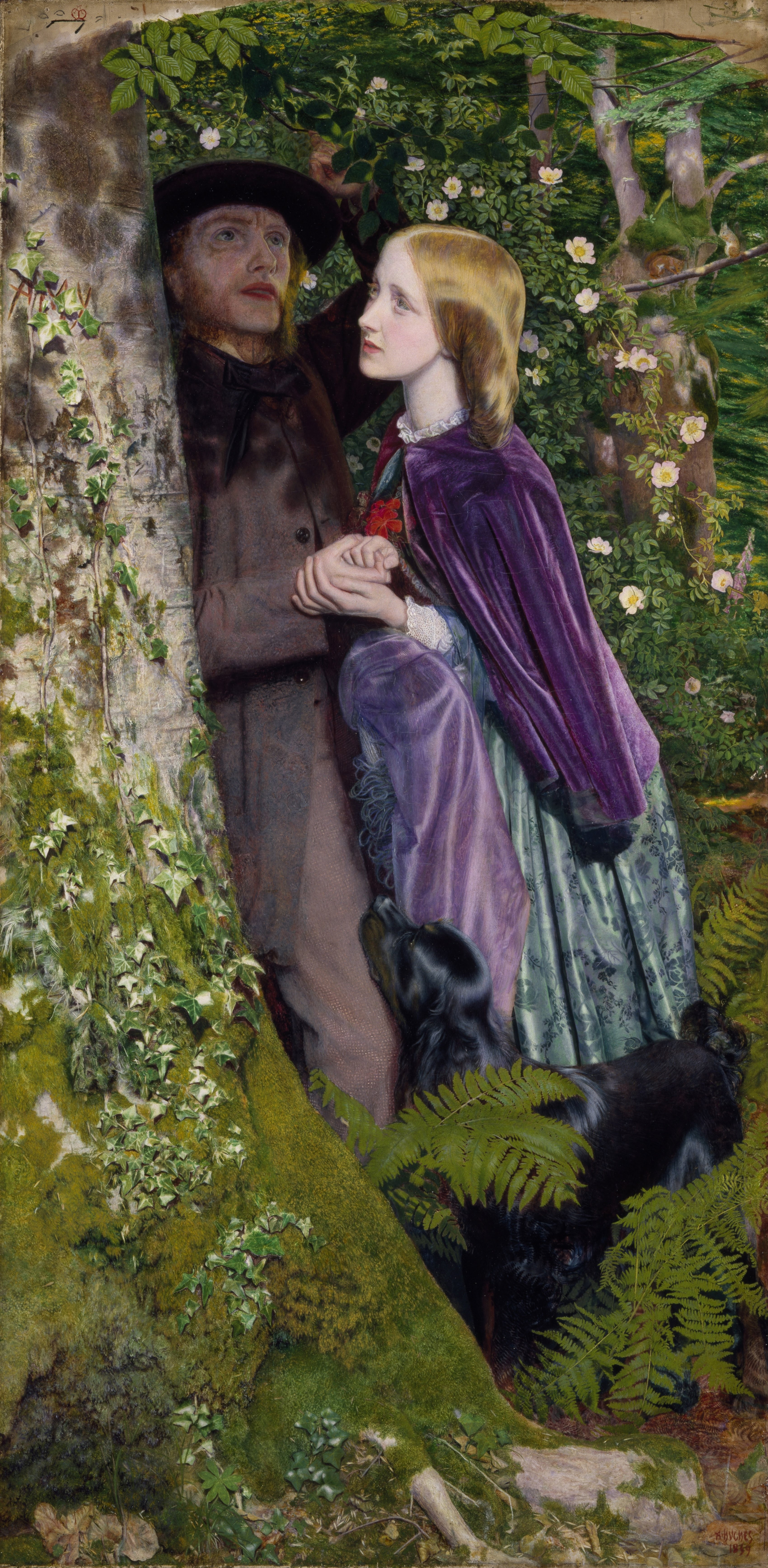
『長い婚約期間』(1859)
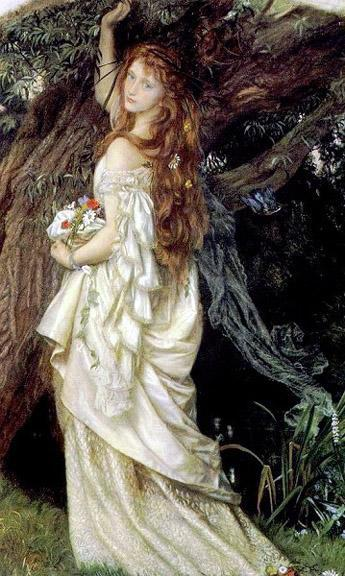
『オフィーリア』 (1863-64)
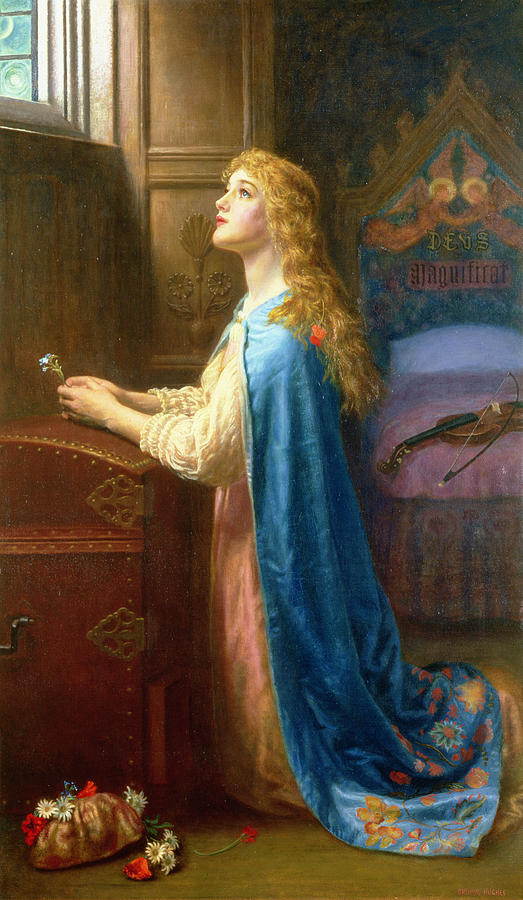
『忘れないで』